# ГЕС Орезон
ГЕС Орезон (фр. Oraison) — гідроелектростанція на південному сході Франції. Знаходячись між ГЕС Саліньяк (вище по течії) та станціями ГЕС La Brillanne/Manosque, входить до каскаду ГЕС на річці Дюранс (ліва притока Рони).
Станція працює на основі типової для більшості ГЕС каскаду схемі з відведенням ресурсу до дериваційного каналу, піднятого за допомогою дамб над довколишньою місцевістю. Русло річки перекрили греблею висотою 30 метрів та довжиною 760 метрів, яка включає п'ять водопропускних шлюзів, поріг на вході у канал та земляну частину. Ця споруда утримує невелике сховище об'ємом 15 млн м3 звідки бере початок основний дериваційний канал, прокладений по лівобережжю Дюрансу уздовж гірського масиву Prealpes de Digne (Прованські Передальпи). По дорозі до нього надходить додатковий ресурс, захоплений із Bleone (ліва притока Дюранс) за допомогою греблі Malijai. Від створеного останньою невеличкого сховища вода подається через бічний канал довжиною 1,7 км, тоді як природне русло Bleone проходить під ложем основного дериваційного каналу. Головний канал має протяжність понад 18 км (крім того, на одній із ділянок споруджено тунель довжиною 2,5 км) та створює напір у 85 метрів.
Машинний зал станції обладнано трьома турбінами типу Френсіс загальною потужністю 188 МВт, які забезпечують річну виробітку на рівні 675 млн кВт-год.
Управління роботою станції здійснюється із диспетчерського центру на ГЕС Сент-Тюль.